# Chris Riggott
Christopher Mark Riggott (Derby, Inglaterra, 1 de septiembre de 1980) es un exfutbolista inglés que jugaba como defensa.

## Selección nacional
Fue internacional con la selección de fútbol sub-21 de Inglaterra.

## Clubes
| Club                | País       | Año       |
| ------------------- | ---------- | --------- |
| Derby County F. C.  | Inglaterra | 1999-2003 |
| Middlesbrough F. C. | Inglaterra | 2003-2010 |
| Stoke City F. C.    | Inglaterra | 2008      |
| Cardiff City F. C.  | Gales      | 2010-2011 |
| Derby County F. C.  | Inglaterra | 2011-2012 |
| Burton Albion F. C. | Inglaterra | 2012      |

## Palmarés

### Títulos nacionales
| Título                        | Club                | País       | Año  |
| ----------------------------- | ------------------- | ---------- | ---- |
| Copa de la Liga de Inglaterra | Middlesbrough F. C. | Inglaterra | 2004 |